# Ippolito del Donzello
Ippolito del Donzello ou Polito del Donzello (Florence, 1456 - Naples ou Florence, 1494), est un architecte et un peintre italien qui fut actif au XVe siècle.

## Biographie
Ippolito del Donzello, fils de Donzello della Signoria (un messager du gouvernement florentin) et frère de Pietro del Donzello, a étudié la peinture auprès de Neri di Bicci (1469-1473) et est documenté à Florence jusqu'en 1485.
En 1488, avec son frère Pietro il est à Naples où il côtoie Giuliano da Maiano et participe, à partir de 1487, à la décoration à fresque de la Villa di Poggioreale dont il termine les travaux d'achèvement avec son frère, après la mort de Giuliano.
De nombreux travaux à Naples lui sont attribués, mais sans réelle certitude. Il est mort probablement à Naples.
En tant qu'architecte, il a réalisé (avec son frère), à partir de ses propres dessins, le palais Caraccioli à Carbonara.

## Œuvres
- Fresque (1487), Villa di Poggioreale.

## Sources
- (it) Cet article est partiellement ou en totalité issu de l’article de Wikipédia en italien intitulé « Ippolito del Donzello » (voir la liste des auteurs).